# رسول كاظم
رسول كاظم رباع بارالمبي عراقي، نافس في دورات ألعاب بارالمبية صيفية وبطولة العالم البارا لرفع الاثقال وفاز بعدة ميداليات.

## الميداليات
| الميدالية | المسابقة                                          | المكان                  | النتيجة |
| --------- | ------------------------------------------------- | ----------------------- | ------- |
| فضية      | الألعاب البارالمبية الصيفية 2008                  | بيجين، الصين            | 185 كغم |
| فضية      | الألعاب البارالمبية الصيفية 2016                  | ريو دي جينيرو، البرازيل | 220 كغم |
| فضية      | بطولة العالم لرفع الأثقال 2010                    | كوالالمبور، ماليزيا     |         |
| ذهبية     | بطولة فزاع الدولية لرفعات القوة - كأس العالم 2018 | دبي، الإمارات           | 228 كغم |
| ذهبية     | بطولة آسيا -اوشينيا المفتوحة 2018                 | اوشينيا، اليابان        | 219 كغم |